# Sofia de Baden
Sofia Paulina Henriqueta Maria Amélia Luísa de Baden (em alemão: Sophie Pauline Henriette Marie Amelie Luise; Karlsruhe, 7 de agosto de 1834 — Detmold, 6 de abril de 1904) foi uma aristocrata alemã do século XIX.

## Família
Sofia era a segunda filha do príncipe Guilherme de Baden e da duquesa Isabel Alexandrina de Württemberg. Os seus avós paternos eram o grão-duque Carlos Frederico de Baden e a condessa Luísa Carolina de Hochberg. Os seus avós maternos eram o duque Luís de Württemberg e a princesa Henriqueta de Nassau-Weilburg.

## Casamento
No dia 9 de novembro de 1858, Sofia casou-se com o príncipe Valdemar de Lipa. Não nasceram filhos desta união, o que levou a uma disputa que durou duas décadas entre as duas linhas da Casa de Lipa para herdar estes territórios após a morte de Valdemar, em 1895.